# Summoning Salt
Summoning Salt é um speedrunner e youtuber estadunidense, conhecido por seus documentários em vídeo sobre a história de recordes mundiais de speedrunning. Em dezembro de 2022, tinha mais de 1,5 milhão de inscritos.

## Carreira
O nome "Summoning Salt" vem de uma pronúncia errada dos ingredientes de uma lata de 30 anos de Heinz Spaghetti Hoops. Sua inspiração veio de uma transmissão ao vivo de Sinister1 sobre a história dos recordes de speedrunning de uma luta específica em Mike Tyson's Punch-Out!!. Salt queria fazer algo semelhante e, em janeiro de 2017, lançou "World Record Progression: Mike Tyson". Por causa de sua recepção positiva, Salt começou a produzir vídeos sobre outros jogos. Em março de 2022, ele tinha mais de 30 histórias documentadas e 1,25 milhão de inscritos. Seus vídeos também aumentaram de duração, atingindo com mais frequência a marca de 45 minutos à medida que abordam histórias mais longas e complicadas. Salt disse em uma entrevista que a pesquisa é a etapa mais longa da produção de um vídeo: "Tenho que entrar em contato com vários membros da comunidade, formar um pequeno servidor no Discord, fazer perguntas, assistir a tutoriais [e] jogar o jogo em si." Encontrar a narrativa é outro fator: "Tenho que descobrir quais enredos são importantes, o que enfatizar e como enfatizar. Esse processo também leva várias semanas."
Em setembro de 2022, seu vídeo sobre a história dos speedruns de Mega Man 2 teve restrição de idade por "palavrões excessivos" e, depois que Salt fez um apelo e foi aceito, o vídeo recebeu restrição de idade novamente uma semana depois por quebrar a "política de sexo e nudez", apesar do vídeo não ter conteúdo sexual ou nu. Meios de comunicação relataram a história, enfatizando o confuso sistema de moderação do YouTube.
Em janeiro de 2021, Salt apareceu em um podcast do Video Game History Foundation. Ele narrou Running With Speed, um documentário sobre a comunidade do speedrunning, que foi lançado em plataformas de streaming em 6 de janeiro de 2023.
Salt atualmente detém o recorde mundial de Mike Tyson's Punch-Out!!. Em março de 2022, conquistou o recorde mundial na categoria blindfolded (olhos vendados).

## Recepção
Os vídeos de Salt apareceram na Kotaku, Mashable, Vice, e Polygon. Jay Castello da Eurogamer chamou Summoning Salt de "o criador mais famoso no espaço da história de speedruns". Adam Downer da Know Your Meme disse: "Qualquer fã de jogos eletrônicos e apreciador do YouTube provavelmente se deparou com Summoning Salt, indiscutivelmente o principal historiador de speedrunning da Internet que conquistou um nicho significativo na plataforma com seus documentários longos, detalhados e surpreendentemente emocionantes sobre a história dos recordes mundiais de vários jogos eletrônicos". Sobre seu vídeo sobre a história do nível 4-2 em Super Mario Bros., Charlie Hall da Polygon disse: "Usando vídeos de arquivo e conhecimento profundo da comunidade do speedrunning, Summoning Salt criou um documentário legítimo do nível. Ele não apenas explica os truques e técnicas necessárias para passar por ele o mais rápido possível, mas também se concentra na evolução dessas estratégias ao longo do tempo e nas pessoas que as descobriram. É uma aula magistral em speedrunning de um jogo clássico da Nintendo e uma excelente entrada para o gênero como um todo".